# Paltothyreus tarsatus

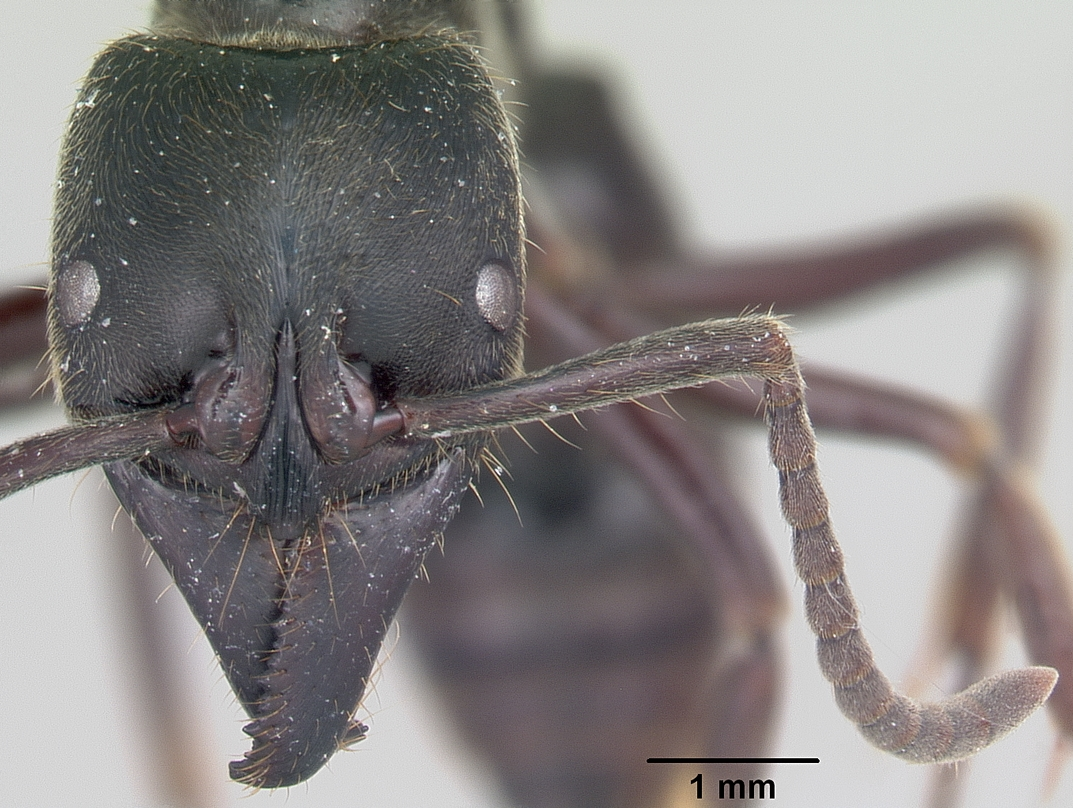
Голова спереди

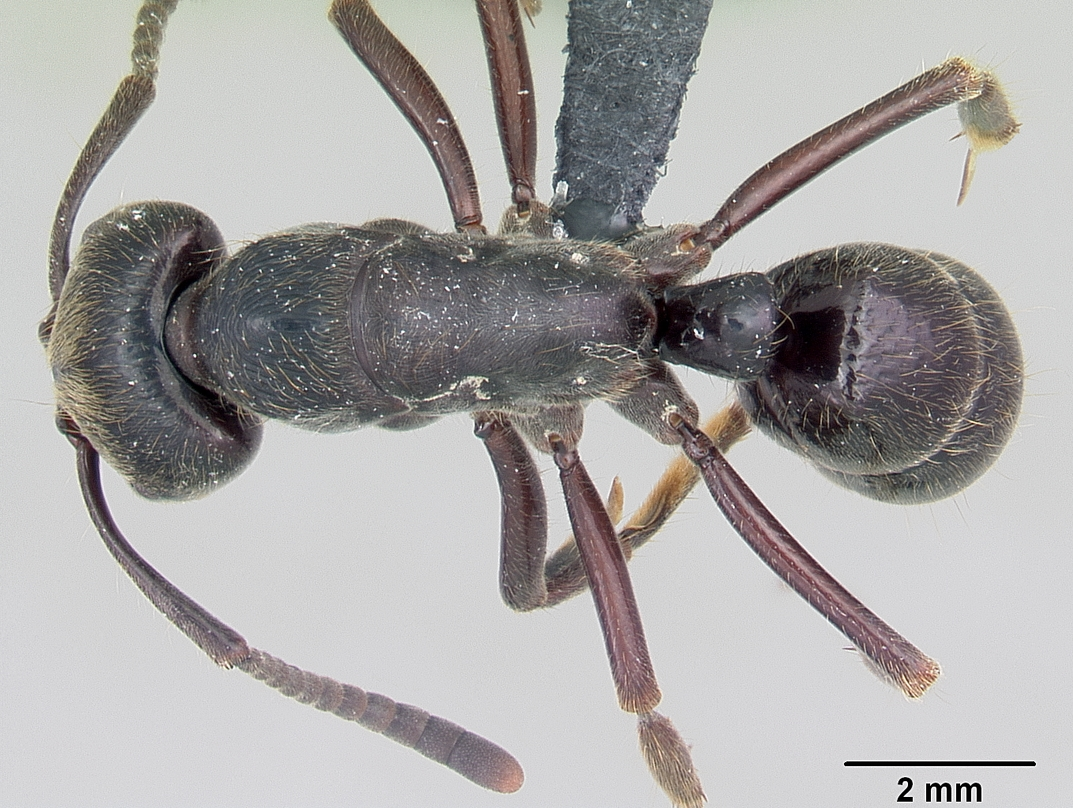
Рабочий сверху

Paltothyreus tarsatus (лат.) — вид крупных муравьёв, единственный в составе монотипического рода Paltothyreus (подсемейство понерины).

## Распространение
Афротропика.

## Описание
Крупного размера муравьи (около 2 см) буровато-чёрного цвета. Заднегрудка округлая без проподеальных шипиков. Голова субквадратная, жвалы крупные с несколькими зубцами (до 18). Глаза расположены в переднебоковых частях головы. Стебелёк между грудкой и брюшком состоит из одного членика с толстой вертикальной чешуйкой. Первый тергит брюшка с угловатыми антеролатеральными краями и он отделён глубокой перетяжкой от 2-го тергита.
Семьи Paltothyreus tarsatus сравнительно многочисленные (для понериновых муравьёв), включают до 2500 особей (в среднем 926 муравьёв), содержат только одну матку (моногинные). Муравейники земляные или в покинутых термитниках. Общая площадь гнезда достигает 25 м2 с многочисленными входами, каждым из которых пользуется отдельный рабочий муравей.
Рабочие муравьи осуществляют индивидуальную фуражировку на кормовой территории. При этом ими используется химическая и зрительная ориентация. Визуальная панорамная ориентация проводится по поляризованному свету и очертаниям крупных объектов (узорам листвы деревьев, «canopy orientation»).

## Систематика
Близок к азиатскому роду Buniapone, входящему в состав трибы Ponerini. В 2014 году род Paltothyreus был отнесён к родовой группе Odontomachus-group, в которой близок к крупным африканским муравьям из родов Megaponera, Ophthalmopone и Hagensia. Вид был впервые описан в 1798 году энтомологом Фабрицием под первоначальным названием Formica tarsata Fabricius, 1798. В 1862 году австрийский мирмеколог Густав Майр выделил род Paltothyreus. В 1994 году, когда род Paltothyreus был синонимизирован с Pachycondyla, название видового таксона сменилось на Pachycondyla tarsata. В 2014 году Крис Шмидт и Стив Шаттак (Schmidt, Shattuck, 2014), проведя молекулярно-генетический филогенетический анализ подсемейства понерины, разделили таксон Pachycondyla на 19 родов, в результате которого был восстановлен монотипический род Paltothyreus.